# Obrona Łużyna
Obrona Łużyna (ros. Защита Лужина) – powieść Wladimira Nabokowa, napisana w czasie pobytu na emigracji, opublikowana w 1930.
Fabuła utworu osnuta jest wokół gry w szachy i postaci genialnego szachisty Aleksandra Iwanowicza Łużyna, stopniowo popadającego w obłęd.

## Powstanie i publikacja powieści
W 1924 r. Nabokow napisał opowiadanie Kwestia przypadku. Bohater tego opowiadania nazywa się Aleksiej Lwowicz Łużyn, jednak postać ta, podobnie jak akcja opowiadania (uzależniony od kokainy kelner wagonu restauracyjnego próbuje spotkać się w pociągu ze swoją żoną, uciekinierką z ZSRR, napotykając przy tym liczne, wynikające z działania przypadku przeszkody) nie mają nic wspólnego z Obroną Łużyna. Natomiast w 1927 r. Nabokow napisał wiersz Koń szachowy, którego temat i treść są już bardzo blisko związane z fabułą późniejszej powieści (stary mistrz szachowy wpada w obłęd, czując przesuwające się w swoim mózgu figury, życie kończy w zakładzie dla obłąkanych, skacząc po podłodze ruchem skoczka szachowego). Wiersz ten określany jest jako pierwowzór Obrony Łużyna. Sama Obrona Łużyna powstała w 1929 r. Nabokow rozpoczął pisanie we francuskim uzdrowisku Boulou, powieść zakończył w Berlinie.

## Publikacja
- 1929–1930 – drukowana w odcinkach w Paryżu w rosyjskim emigracyjnym czasopiśmie „Sowriemiennyje zapiski” (nr. 42–44) oraz w dziennikach „Rul” i „Poslednije nowosti”.
- 1930 – wersja książkowa wydrukowana w Berlinie w rosyjskim wydawnictwie emigracyjnym „Słowo”.
- 1933 – wychodzi przekład francuski.
- 1936 – publikacja przekładu szwedzkiego.
- 1964 – publikacja przekładu angielskiego (pod tytułem The Defense) w Nowym Jorku w wydawnictwie „G.P. Putnam’s Sons”. Autorem przekładu był Michael Scammell, jednak od 1963 r. Nabokow wprowadzał do tłumaczenia znaczące poprawki autorskie[4]. Wcześniej, pod koniec lat trzydziestych, Nabokow odrzucił propozycję amerykańskiego wydawcy, który chciał wydać angielski przekład powieści, ale tylko pod tym warunkiem, że postać szachisty zostanie zastąpiona postacią obłąkanego skrzypka[5]. Dopiero sukces Lolity spowodował zainteresowanie się amerykańskich wydawców rosyjskim dorobkiem Nabokowa i doprowadził do wydania książki w języku angielskim[1].
- 2005 – nakładem wydawnictwa Muza SA w przekładzie Eugenii Siemaszkiewicz ukazuje się pierwsze polskie wydanie powieści.

## Fabuła powieści

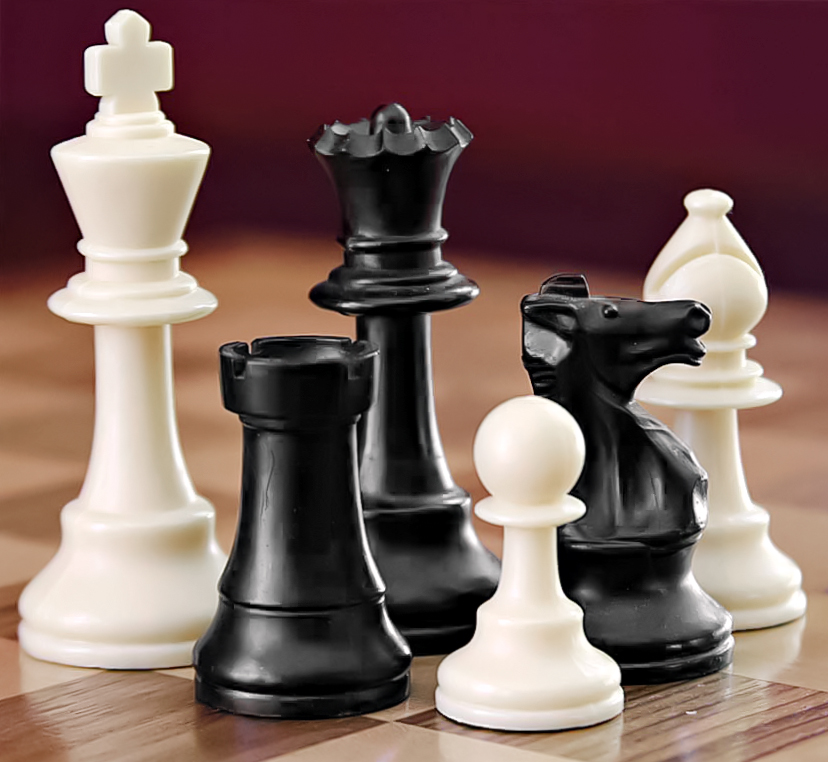
Bohaterem powieści jest wybitny szachista.

Bohaterem powieści jest Aleksander Iwanowicz Łużyn. Jako mały chłopiec jest samotny, nieśmiały i wyśmiewany przez kolegów. Pewnego dnia, na wieczorze muzycznym zorganizowanym z okazji rocznicy śmierci dziadka Łużyna, jeden z gości pyta go, czy potrafi grać w szachy. Zawstydzony zaprzecza, jednak od tego momentu wykazuje ogromne zainteresowanie szachami. Wagaruje, żeby odwiedzać dom swojej ciotki, gdzie poznaje podstawy gry, czyta czasopisma, w których zamieszczane są kompozycje szachowe. Szybko staje się wybitnym graczem, wygrywa lokalne zawody i awansuje w szachowym rankingu. Posiada ogromny talent i w ciągu niespełna dziesięciu lat zdobywa tytuł arcymistrza. Jednak w miarę jak jego zaangażowanie w grę rośnie, Łużyn coraz bardziej izoluje się od ludzi, pogłębia się jego nieprzystosowanie społeczne, zapada na zdrowiu. Wyjeżdża do uzdrowiska, gdzie poznaje młodą kobietę (jej imię nie pada w powieści). Zakochany oświadcza się jej, oświadczyny zostają przyjęte.
Problemy Łużyna zaczynają się podczas berlińskiego turnieju szachowego, w czasie którego ma zmierzyć się z włoskim arcymistrzem Turatim. Podczas gry Łużyn doświadcza załamania nerwowego, które nasila się, gdy jego starannie przemyślana obrona przed Turatim upada w pierwszych ruchach. Gra zostaje zawieszona, bez wyłonienia zwycięzcy. Po przerwanej partii Łużyn chodzi bez celu po mieście w stanie całkowitego oderwania od rzeczywistości. Zostaje odprowadzony do domu przez kilku nieznajomych mężczyzn. Lekarz Łużyna twierdzi, że powodem załamania była gra w szachy, Łużyn, z pomocą narzeczonej postanawia wyrzec się wszelkiej myśli o grze i powoli wraca do zdrowia.
Jednak szachy stopniowo wkradają się z powrotem do jego umysłu za sprawą drobnych przypadków – szachowej figury znalezionej w kieszeni, kiepskiej partii szachowej widzianej w czasie filmu itp. Z czasem Łużyn zaczyna dostrzegać w swoim życiu pewne powtórzenia i schematy (podobieństwa osób, sytuacji, przedmiotów), które doprowadzają go do wniosku, że jego życie zyskało formę partii gry w szachy. Początkowo ta świadomość sprawia mu przyjemność, z czasem jednak coraz bardziej desperacko stara się zakłócić symetrię rzeczywistości i odkryć następny ruch domniemanego przeciwnika. Te usiłowania są bezskuteczne, w Łużynie narasta poczucie osaczenia.
Po spotkaniu swojego dawnego szachowego menadżera, Walentinowa, Łużyn uświadamia sobie, że musi opuścić grę, dokonując samomatu.
Podczas przyjęcia zamyka się w łazience (goście i jego żona dobijają się do drzwi) i wyskakuje przez okno. Spadając, uświadamia sobie, że przestrzeń pod nim układa się we wzór szachownicy. Ostatnie zdania powieści brzmią: Drzwi wysadzono. Aleksandrze Iwanowiczu, Aleksandrze Iwanowiczu! – ryczało kilka głosów. Ale żadnego Aleksandra Iwanowicza nie było.

## Najważniejsze postacie
- Aleksander Iwanowicz Łużyn – główny bohater powieści. Genialny szachista. Jako dziecko jest niezrozumiany przez rodziców i źle traktowany przez rówieśników. W wieku dorosłym jest pulchny i nieporadny we wszystkich sytuacjach (szczególnie społecznych) nie wiążących się z grą w szachy. W czasie meczu z arcymistrzem Turatim przechodzi załamanie nerwowe, co zmusza go do porzucenia szachów.
- Żona Łużyna – wychodzi za Łużyna, ignorując protesty swoich rodziców. Pociąga ją otaczająca szachistę aura tajemnicy, a jego społeczna nieporadność budzi jej współczucie. W małżeństwie przyjmuje rolę matki, zajmując się przede wszystkim zabawianiem Łużyna i odrywaniem jego myśli od szkodliwej obsesji gry w szachy. W powieści ani razu nie pada jej imię, w adaptacji filmowej nazywa się Natalia Katkowa.
- Walentinow – dawny gracz szachowy, który przez prawie 10 lat zajmował się karierą Łużyna, traktując go oschle i instrumentalnie. Porzuca Łużyna, kiedy ten dorasta i przestaje być cudownym dzieckiem szachów. Po wielu latach odnajduje Łużyna w jego mieszkaniu w Berlinie, mając nadzieję, że złamie jego koncentrację przed decydującym pojedynkiem z Turatim.
- Turati – włoski arcymistrz szachowy. Już raz pokonał Łużyna, grając bardzo podobną do jego techniką. Podczas gry z Turatim Łużyn przechodzi załamanie nerwowe.

## Inspiracje dla powieści
Jako inspiracje służące Nabokowowi do stworzeniu historii Łużyna wymienia się:
- Trwający trzy miesiące pojedynek szachowy, który stoczyli w 1927 r. José Raúl Capablanca i Aleksandr Alechin.
- Osobę Curta von Bardelebena, którego Nabokow znał osobiście i który w 1924 r. popełnił samobójstwo, skacząc z okna.
- Postać Lionela Kieseritzky’ego, szachisty, który niedługo po porażce w tzw. nieśmiertelnej partii rozegranej z Adolfem Anderssenem trafił do zakładu psychiatrycznego w Paryżu, gdzie zmarł w 1853 r.
- Akibę Rubinsteina – gracza szachowego cierpiącego na problemy psychiczne, styl jego gry przypominał technikę stosowaną przez Łużyna.
- Wilhelma Steinitza – pierwszego oficjalnego mistrza świata w szachach. Z wyglądu nieco przypominał Łużyna. Podobnie jak Łużyn (w czasie gier rozgrywanych „na ślepo”), grając czuł przenikający go prąd elektryczny. Cierpiał na rozstrój nerwowy[7].

## Nawiązania
- Na podstawie powieści nakręcono w 2000 r. film Obrona Łużyna w reżyserii Marleen Gorris. Tytułowego bohatera zagrał John Turturro. W filmie znacznie zmieniono fabułę powieści, dodając do niej pojedynek szachowy pomiędzy żoną Łużyna (posługującą się wskazówkami zawartymi w notatkach męża) a włoskim arcymistrzem Turatim.
- W latach trzydziestych w środowisku szachowym zwrot „obrona przed Łużynem” oznaczał konieczność wystrzegania się choroby psychicznej, mogącej dotknąć szachowych geniuszy[8].